# Paestum
Paestum là một thành phố Hy Lạp cổ đại lớn nằm bên bờ biển Tyrrhenian thuộc khu vực ven biển Magna Graecia, miền Nam nước Ý. Paestum nổi tiếng với ba ngôi đền Hy Lạp cổ đại sử dụng các thức cột Doric có niên đại từ khoảng 600-450 trước Công nguyên, mà vẫn đang ở trong tình trạng bảo quản rất tốt. Các bức tường thành phố và nhà hát ngoài trời phần lớn còn nguyên vẹn, phần dưới cùng của các bức tường của nhiều công trình khác cũng như những con đường vẫn còn. Địa điểm này mở cửa cho công chúng, và có một bảo tàng quốc gia hiện đại đặt tại bên trong chứa những phát hiện khảo cổ từ Foce del Sele gần đó.
Sau khi thành lập bởi những người chinh phục Hy Lạp dưới tên gọi Poseidonia (tiếng Hy Lạp cổ: Ποσειδωνία), cuối cùng nó đã bị chinh phục bởi những người Lucani và sau đó là những người La Mã. Người Lucani đổi tên thành Paistos và người La Mã đặt cho thành phố cái tên như hiện tại. Là Pesto hay Paestum, thành phố trở thành một tòa giám mục (ngày nay đã không còn) nhưng đã bị bỏ hoang từ thời kỳ Trung Cổ, không bị xáo trộn cho đến thế kỷ 18.
Ngày nay, những gì còn lại của thành phố nằm trong xã (frazione) Paestum, một phần của đô thị Capaccio Paestum, tỉnh Salerno, Campania, Ý. Khu dân cư hiện đại nằm ở phía nam địa điểm khảo cổ này ngày nay là một khu nghỉ mát nổi tiếng với những bãi biển cát trải dài.

## Di tích

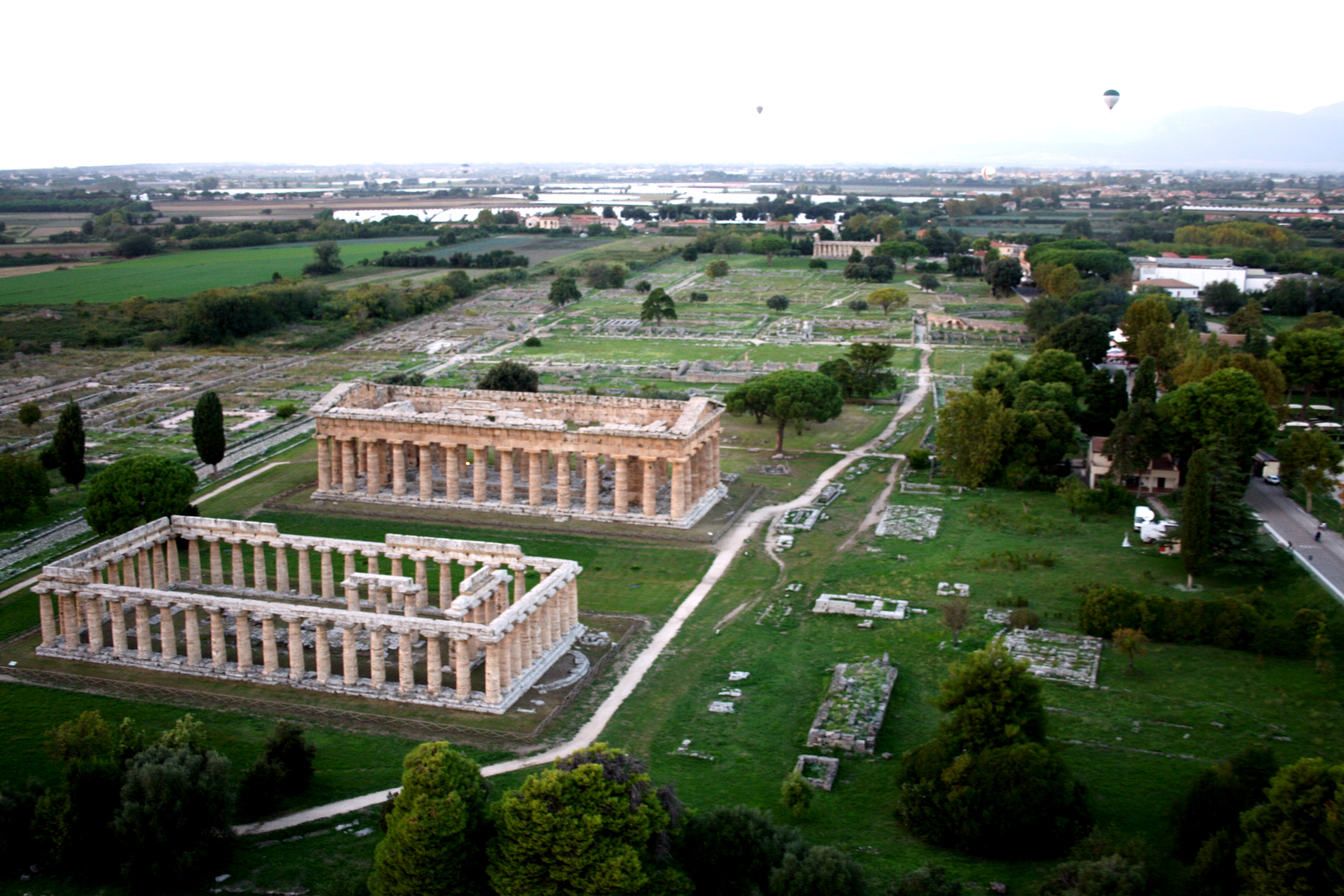
Nhìn từ trên không Paestum nhìn về phía tây bắc; hai đền Hera ở gần, trong khi đền Athena ở phía xa.

Tính năng nổi bật nhất của khu di tích này là ba ngôi đền Hy Lạp cổ đại lớn sử dụng các thức cột Doric có niên đại từ khoảng 550 đến 450 trước Công nguyên. Tất cả đều là những công trình kiến trúc điển hình thời kỳ này, Với những thức cột Doric khổng lồ có đường cong lồi ấn tượng, mở rộng ở chân cột giống như những cây nấm mọc ngược. Tại Đền thờ Thứ hai của Hera vẫn còn giữ lại hầu hết các mũ cột trong khi hai ngôi đền còn lại chỉ còn các dầm đầu cột ở phía trên.
Đây là các ngôi đền được dành cho các vị thần Hera, Athena và Poseidon (trong Lã Mã là Juno, Minerva, và Neptune) mặc dù trước đó, sau những tranh luận thế kỷ 18 cho rằng nó được dành cho vị thần Ceres (trong Hy Lạp là Demeter). Hai đền thờ của Hera nằm cạnh nhau trong khi Đền thờ Athena nằm ở phía bên kia khu dân cư cổ đại. Paestum nằm xa các khu vực khai thác đá cẩm thạch tốt. Ba ngôi đền chính có vài bức phù điêu bằng đá trong khi một số cấu trúc sử dụng đất nung. Nhiều mảnh đất nung lớn hiện được trưng bày trong bảo tàng.
Toàn bộ thành phố có diện tích 120 hecta. Tuy nhiên, diện tích của ba ngôi đền cùng với các tòa nhà khác được khai quật có tổng diện tích 25 hecta, 95 hecta còn lại vẫn nằm trên diện tích đất của tư nhân và chưa được nghiên cứu. Thành phố được bao quanh bởi những bức tường cổ đại vẫn còn đứng vững với chiều dài khoảng 4.750 mét, dày 5-7 mét và cao 15 mét. Nằm dọc theo bức tường là 24-28 tháp canh có dạng vuông hoặc tròn. Một vài trong số chúng bị phá hủy trong quá trình xây dựng đường cao tốc trong thế kỷ 18 chia đôi khu vực khảo cổ này.
Khu vực trung tâm của Paestum có các tòa nhà hiện đại có từ thời trung cổ. Mặc dù nhiều đá đã bị mất đi, nhưng một số lượng lớn các tòa nhà vẫn có thể được phát hiện bởi phần chân của chúng hoặc phần dưới của bức tường, với các con đường chính vẫn được lát đá. Một đài tưởng niệm hoặc đền thờ Heroon được xây dựng dành cho một anh hùng địa phương vô danh vẫn còn sót lại cùng vô số ngôi mộ đã được khai quật bên ngoài các bức tường.

### Ba ngôi đền Hy Lạp
Đền thờ Thứ nhất của Hera được xây dựng vào khoảng năm 550 TCN theo lối kiến trúc Hy Lạp là ngôi đền còn tồn tại lâu đời nhất tại Paestum. Các nhà khảo cổ thế kỷ 18 đặt cho nó là "Vương cung thánh đường" vì một số người lầm tưởng nó là một công trình kiến trúc La Mã. Vương cung thánh đường cơ bản ban đầu là một hình thức xây dựng trước khi danh hiệu vương cung thánh đường được sử dụng để dành cho các nhà thờ.
Chữ khắc và tượng đất nung hé lộ rằng, đền thờ được dành riêng cho nữ thần Hera. Sau đó, bệ thờ ngoài trời ở trước đền đã được khai quật. Các tín đồ có thể tham gia các nghi thức và tế lễ mà không cần phải vào nội điện hay bên trong đền thờ. Các cột Doric khổng lồ với đường cong lồi trên thân cột, một số cột còn lưu giữ được cả màu sơn ban đầu. Đền thờ này rộng hơn hầu hết các đền thờ Hy Lạp cổ đại khác có lẽ vì hai cửa ra vào và một dãy gồm bảy cột chạy song song bên trong nội điện, một đặc điểm khác thường ở các đền thờ Hy Lạp. Chiều rộng của ngôi đền có chín cột là một điều bất thường trong khi chiều dài của đền thờ có mười tám cột. Điều này có thể là sự cần thiết khi thiết kế hai cửa.
Đền thờ Thứ hai của Hera được xây dựng khoảng 460-450 trước Công nguyên, ngay phía bắc của Đền thờ Thứ nhất. Nó đã từng bị nhầm tưởng là dành riêng cho thần Poseidon. Các cột không có hai muơi đường rãnh máng cột điển hình mà là hai muơi bốn. Đền thờ này cũng có kích thước cột rộng hơn và khoảng cách giữa chúng cũng nhỏ hơn. Ngôi đền cũng được sử dụng để thờ thần Zeus và một vị thần khác không rõ danh tính. Có thể nhìn thấy ở phía đông là phần còn lại của hai bàn thờ, một lớn và một nhỏ. Cái nhỏ hơn là một sự bổ sung từ thời La Mã, khi một con đường được xây dựng đến quảng trường La Mã đã cắt qua cái lớn hơn. Cũng có thể, ngôi đền ban đầu được dành riêng cho cả Hera và Poseidon; một số bức tượng nhỏ được tìm thấy xung quanh bàn thờ lớn hơn được cho là để chứng minh nhận định này.

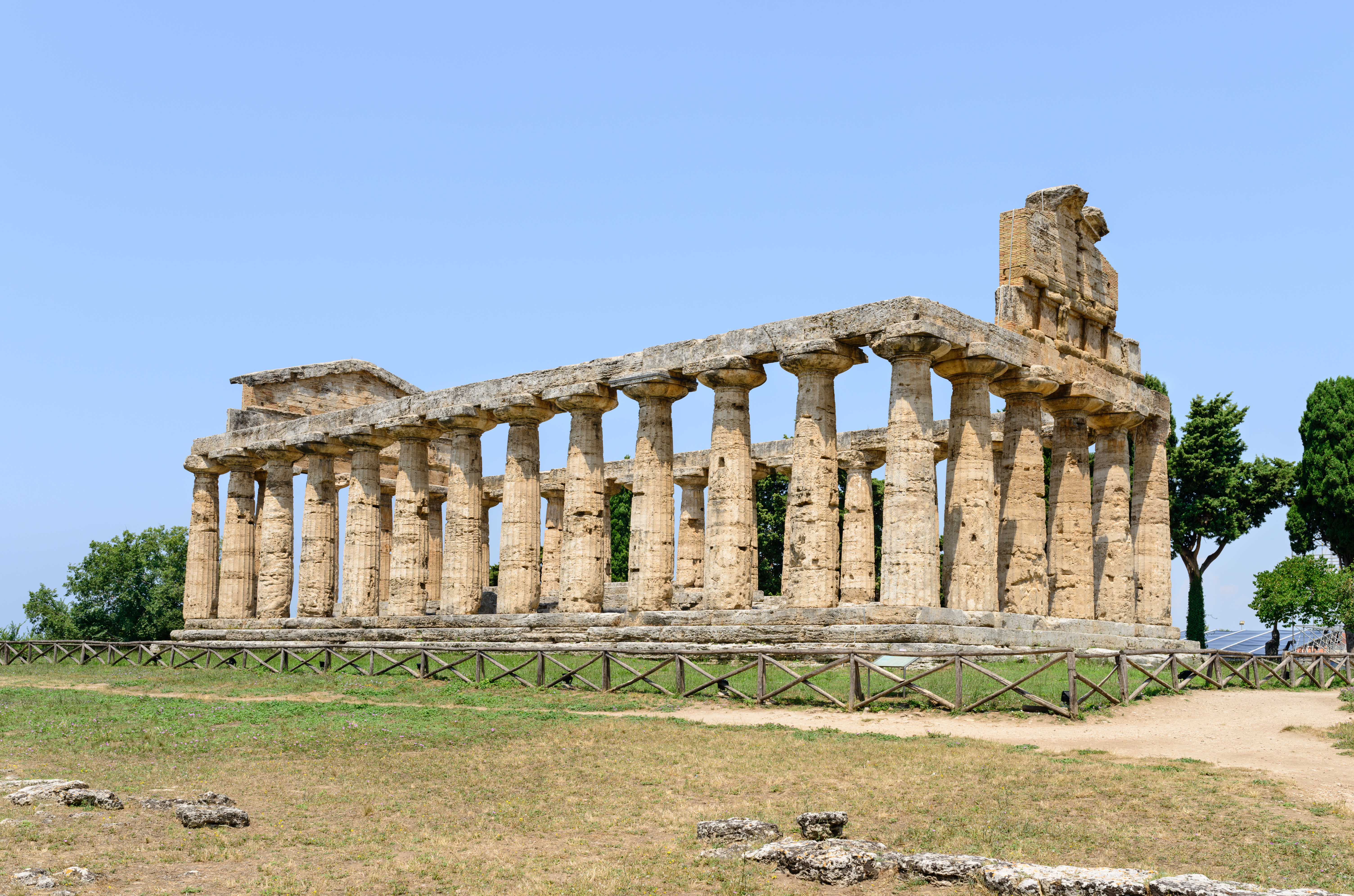
Đền thờ Athena.

Phía bắc của khu định cư cổ đại là Đền thờ Athena. Nó được xây dựng vào khoảng năm 500 trước Công nguyên và đôi khi thông tin không chính xác cho rằng nó được dành riêng cho nữ thần Ceres. Kiến trúccuar nó có tính chuyển tiếp, một phần theo phong cách thức cột Ionic và một phần theo Doric sớm. Ba ngôi mộ Kitô giáo thời Trung Cổ cho thấy ngôi đền đã từng có khoảng thời gian được sử dụng làm nhà thờ Thiên chúa giáo.

### Địa điểm khảo cổ khác
Trung tâm của thành phố cổ đại này là Quảng trường La Mã được xây dựng trên khu vực được cho là của một Agora Hy Lạp trước đó. Phía bắc của Quảng trường là một đền thờ La Mã nhỏ có niên đại từ năm 200 TCN. Nó được dành riêng cho Tam thần Capitoline Triad là Juno, Minerva và Jupiter.
Về phía đông bắc của quảng trường là một nhà hát ngoài trời. Đây là một công trình nhà hát La Mã bình thường mặc dù nó nhỏ hơn nhiều so với các nhà hát La Mã ngoài trời được xây dựng sau này. Tuy nhiên, chỉ có một nửa của công trình này ở phía tây là còn được nhìn thấy, do con đường xây dựng vào năm 1930 đã chôn vùi phần phía đông. Người dân địa phương nói rằng, kỹ sư xây dựng con đường này đã phải chịu trách nhiệm và đã bị đem ra xét xử, kết án và nhận án tù vì đã phá hủy một di tích lịch sử. Ngoài ra, có một nhà hội đồng tròn nhỏ (Bouleuterion) với các chỗ ngồi ở các tầng bậc. Có lẽ là nó không có mái che nhưng có một bức tường nhỏ xung quanh, có lẽ bên trong bức tường là một con đường có mái vòm. Lối đi này không còn cần thiết trong thời La Mã nên nó đã bị lấp đi.
Đền thờ Heroon gần với quảng trường và đền thờ Athena có lẽ là để dành riêng cho người đã sáng lập ra thành phố, mặc dù nó được xây dựng trên dưới một thế kỷ sau cái chết của nhân vật bí ẩn này. Đó là một gò Tumulus thấp trên khu đất hình chữ nhật với bức tường bao quanh sử dụng các tảng đá lớn. Khi được khai quật vào năm 1954, một buồng đá thấp với mái dốc ở trung tâm được phát hiện, một nửa của nó nằm dưới mặt đất. Tại đây chưa một số buồng lớn chứa nhiều đồ vật quý hiếm và lộng lẫy có lẽ không phải do địa phương sản xuất với một chiếc bình Amphora gốm đen lớn của người Athen có niên đại 520–500 TCN. Những chiếc bình bằng đồng có dấu vết đựng mật ong bên trong. Tất cả chúng đều là những hiện vật được trưng bày tại bảo tàng.